# عرب (اشتقاق)

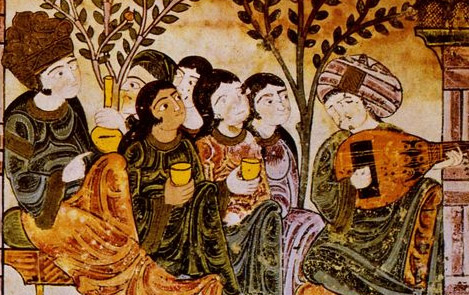

في علم أصول الكلمات وعلم الاشتقاق يستخدم اسم العَلَم عرب أو عربي (وما شابه ذلك بلغات أخرى) لترجمة عدة كلمات مختلفة ولكنها متشابهة في النصوص القديمة والكلاسيكية التي لا تحمل بالضرورة نفس المعنى أو الأصل. يرتبط أصل المصطلح ارتباطًا وثيقًا بمصطلح اسم المكان شبه الجزيرة العربية أو «العربية» (Arabia) في اللغات الأخرى. قال غوستاف إي فون جرونيباوم في كتابه «الإسلام الكلاسيكي» إن الترجمة التقريبية هي عابرو السبيل أو البدو.

## في علم أصول الكلمات الساميّة
جذر كلمة «عرب» له العديد من المعاني في اللغات السامية منها صحراء، وبدوي، وتاجر، وغراب، وسهل الفهم، وكل من هذه المعاني المختلفة له درجة متفاوتة من التأثير في إبراز لفظ «عرب» عن غيره من الألفاظ لوصف العرب. من المحتمل أيضًا تكوّن بعض الأشكال بواسطة القلب المكاني من عبر أي «تجوّل»، وبالتالي، يزعم أن المعنى هو «أعرابي» أي «من البدو الرّحّل».
تعدد المعاني ينتج جزئياً عن استيعاب حرف الغين البدائي للسامية مع حرف العين في بعض اللغات الساميّة. في العبرية كلمة ערב عرب (وتلفظ عرڤ في العبرية الحديثة بترقيق الباء إلى صوت ڤ) لديها بالتالي نفس الجذر السامي لكلمة «غرب» (ערב غرب) أو «مغرب» (מעריב مغرب). مع ذلك، في اللغات الأوغاريتية والصيهدية، التي عادة ما تحافظ على حرف الغين من اللغة السامية الأم، يوجد هذا الجذر بالعين مما يزيد الأمر حيرة. إذا افترضنا أن كلمة «غرب» قد تم نطقها أصلاً بالعين، أو أن التمييز بين العين والغين لم يكن صوتيًا، فقد يكون مرتبطًا بمعنى «خلط»، حيث أن وقت الغروب يحدث عند اختلاط النهار بالليل. أول استخدام مسجل لكلمة ערב «عرب» بهجائها العبري هو في التوراة العبرية في سفر التكوين 1: 5، ومعناها هناك «المساء».
ה וַיִּקְרָא אֱלֹהִים לָאוֹר יוֹם, וְלַחֹשֶׁךְ קָרָא לָיְלָה; וַיְהִי-עֶרֶב וַיְהִי-בֹקֶר, יוֹם אֶחָד.
وترجمتها الرسمية إلى العربية:
«وَدَعَا اللهُ النُّورَ نَهَارًا، وَالظُّلْمَةُ دَعَاهَا لَيْلًا. وَكَانَ مَسَاءٌ وَكَانَ صَبَاحٌ يَوْمًا وَاحِدًا».

## باللغة العربية
أقدم دليل عربي على الهوية العربية وصلنا إلى يومنا هذا هو نقش مكتوب باللغة العربية المبكرة باستخدام الأبجدية الآرامية النبطية في عام 328 م، والتي تشير إلى امرؤ القيس بن عمرو بأنه «ملك كل العرب».
في القرآن لا ترد كلمة "عرب" إلا بالصفة المنسوية "عربيّ" عندما يشير القرآن إلى نفسه على أنه "عربيّ" و "مبين" أي واضح. وهاتان الصفتان مرتبطتان، على سبيل المثال في سورة الزخرف الآيات 2 و 3:
وَالْكِتَابِ الْمُبِينِ إِنَّا جَعَلْنَاهُ قُرْآنًا عَرَبِيًّا لَّعَلَّكُمْ تَعْقِلُونَ
ة في سورة النحل، الآية 103
لِّسَانُ الَّذِي يُلْحِدُونَ إِلَيْهِ أَعْجَمِيٌّ وَهَٰذَا لِسَانٌ عَرَبِيٌّ مُّبِينٌ
والقرآن يعتبر مثالاً لبيان الغة العربية، لغة العرب. المصطلح إعراب هو من نفس الجذر، ويشير إلى وضع الكلام بشكل واضح وصحيح. لا يزال شيوخ البدو يستخدمون هذا المصطلح بنفس المعنى؛ أي أن أولئك الذين يفهمون كلامهم (أي الناطقين بالعربية) يسمونهم العرب، وأولئك الذين يكون كلامهم غير معروف لهم يسمونهم العجم. في مناطق الخليج العربية، غالباً ما يستخدم المصطلح «عجم» للإشارة إلى الفرس.
يشير اسم الجمع أعراب إلى قبائل الصحراء البدوية التي قاومت محمدا، على سبيل المثال، في سورة التوبة، آية 97:
الأعراب أشدّ كفرًا و نفاقًا
بناءً على ذلك، في المصطلحات الإسلامية المبكرة، فإن لفظة عرب دلت على العرب غير الرحل الذين يعيشون في مدن مثل مكة والمدينة المنورة بينما لفظة أعراب دلت على العرب البدو الرّحّل، حاملة دلالة سلبية بسبب الحكم القرآني الذي تم الاستشهاد به للتو. بعد الفتح الإسلامي في القرن الثامن الميلادي، أصبحت لغة العرب البدويّة تُعتبر من قبل النحويين الذين تبعوا أبن أبي إسحاق حفاظًا على أعلى نقاء لغوي، وأصبح مصطلح كلام العرب يدل على اللغة البدوية الأصيلة غير الملوثة.
راجع الأسماء الجغرافية الحديثة الغرب (في البرتغال) ووادي عربة.

## باللغة الآشورية
في مسلة كُرخ وهي نصب آشوري من عام 853 قبل المسيح يخلد معركة قرقر، يوصف جندبو بأنه م آطو عرباي mâtu arbâi أو mâtu arba أي من أرض عربية. كنبت هذه المسلة بكتابة مسمارية نيو-آشورية قديمة وهي في الواقع لهجة أكدية أدبية رفيعة، ومن المسلة أجزاء تالفة، لذلك من الصعب الإتفاق على اللفظ الأصلي لهذه الكلمات رغم وضوح المعنى. عثر على أشكال مختلفة من أسماء العرب العرقية بما في ذلك: عَرَبي ʿArabi عَروبو ʿArubu عَريبي ʿAribi  وعُربي ʿUrbi . بما أن أولئك الذين حملوا هذه التسميات كان لديهم أسماء عربية بدائية، لذلك من المبرر ترجمة هذه الكلمات لتعني «عرب» على الرغم من أنه ليس من المؤكد ما إذا كانوا جميعًا يمثلون نفس القوم. من المعقول أن تكون هذه التسميات مقترضة من اللغات الآرامية أو الكنعانية من الكلمات المستمدة من الجذر غرب أو عرب.
في الصيغ الآشورية يكون الاشتقاق المحتمل من غرب منطقياً أكثر، في إشارة إلى الناس أو المنطقة التي تقع غرب آشور في سياق مشابه للاستخدام اليوناني لاحقًا لمصطلح ساراكينوس والتي ترجمت إلى العربية على شكل «شرقيون» أي الناس الذين يعيشون في الشرق.

## باللغة العبرية
في العبرية، حرف الباء ב (بيت) يلفظ إما ب أو ڤ (بترقيق الباء إلى صوت ڤ). لتوضيح لفظه كالباء قد تضاف نقطة داخله ليصبح בּ. في معظم النصوص لم يكن هنالك تنقيط ولذلك يفترض أن اللفظ كان نفسه في الأصل ثم تغير لاحقاً.
تعني كلمة عَرَب وعَرَبة حرفيًا «الصحراء» أو «السهوب». في التوراة العبرية، يتم استخدام الصيغة المؤنثة الأخيرة (عربة) حصريًا للإشارة إلى وادي عربة، وهي منطقة مرتبطة بالنبطيين الذين يتحدثون العربية. يستخدم الشكل الذكوري السابق في سفر إشعيا 21:13 وسفر حزقيال 27:21 لمنطقة مستوطنة قيدار في بادية الشام. سفر أخبار الأيام الثاني العبري يناقض «ملوك العرب» مع «حكام البلاد» عند ذكر من دفع الجزية للملك سليمان. عادة ما تترجم الكلمة إلى «عَرَب» وهي اسم الجزيرة العربية بالعبرية الحديثة بترقيق الباء (أي تلفظ عرڤ). يتم استخدام صفة עֲרָבִי عربي المكون من ערב عرب في سفر إشعياء 13:20 وسفر إرميا 3: 2 للدلالة على سكان الصحراء. عادة ما تترجم إلى «عَرَب» وهي نفسها الكلمة العبرية الحديثة للعرب ערב ولكن تلفظ بترقيق الباء (أي تلفظ عرڤ).
في الكتاب المقدس، ترتبط كلمة عَرَب ارتباطًا وثيقًا بكلمة عِرِب التي تعني «مزيج من الأشخاص» وللكلمتين هجاء مطابق في نص من دون علامات الترقيم. سفر إرميا 25:24 يوازي מַלְכֵי עֲרָב «ملوك العرب» مع מַלְכֵי הָעֶרֶב «ملوك العِرِب الذين يسكنون في البرية». الذكر في سفر الملوك الأول 10:15 المطابق لسفر التواريخ 9:14 هو حرفيًا مُشكّل ليقرأ מַלְכֵי הָעֶרֶב «ملوك العِرِب». من المفهوم أن الأشخاص المعنيين هم النبطيون الأوائل الذين يبدو أنهم بالفعل مزيج من القبائل المختلفة. ابن النديم من القرون الوسطى في كتاب الفهرست اشتق كلمة «عرب» من التورية السريانية لأبراهيم من نفس الجذر: في روايته يخاطب إبراهيم إسماعيل منادياً إياه أُعرُب، من السريانية عرُب بمعنى «اخلط».
أُشير إلى الأنباط الأوائل أيضا باسم עַרְבִים عَربيم في سفر نحميا 4: 7 و עַרְבִי عَربي المفرد يتم إطلاقها على جشم زعيم معارضة نحميا. هذا المصطلح مطابق لـ عَرَبي في نص غير مُشَكَّل ولكنه مُشَكَّل بشكل مختلف في السّنّة. تُترجم عادةً «عرب»، وكانت تُستخدم في أوائل القرن العشرين باللغة العبرية لتعني اللغة العربية. ومع ذلك، فمن غير الواضح ما إذا كان المصطلح يتعلق أكثر بـ عَرَب أم عِرِب. من جهة، يشبه تشكيلها عَربَتي الذي يُفهم على أنه صفة مكونة من عَرَبة. وبالتالي فمن المعقول أن تكون صفة متشابهة من عربة، وبالتالي فهي شكل مختلف لما هو عَرَبي. من ناحية أخرى، يتم استخدامه في سفر أخبار الأيام الثاني 21:16 لأشخاص مختلفين على ما يبدو موجودين في إفريقيا ومن المحتمل أن يكون نفس الأفارقة يشار إليهم باسم עֶרֶב عِرِب (مزيج من الناس) في سفر حزقيال 30: 5. أي من معاني الجذر الأخرى ممكنة أيضًا كأصل للاسم.
كلمات عَرَبيم (الجمع من عَرَبي) و عَرْبيم يظهران في النصوص غير المشكّلة على أنها كلمة ערבים عربيم التي تعني غربان. يتم تكرار الكلمة في سفر الملوك الأول 17: 4-6 إذ تُشكّل لتُقرأ עֹרְבִים عُربيم وفي ترجمة الكتاب المقدس لفيرار فنتون يترجم ذلك المصطلح إلى «عَرَب». سجّل التلمود (Chullin 5A) جدلاً حول ما إذا كانت النص يشير إلى طيور الغربان أو إلى أشخاص العربان، مشيرا إلى زعيم قوم مديان اسمه עֹרֵב عُرَيب بمعنى غراب. ومكان وفاته سمي صخرة غراب. فهم جيروم المصطلح كاسم لسكان بلدة وصفها بأنها في حدود العرب. يذكر براسيت ربّا بلدة اسمها عُربو بالقرب من بيث شين. أحد معاني الجذر عرب في العبرية هو «التبادل أو التجارة» فيقال لاعرُب (لأتبادل) مَعَرَب (بضاعة) حيث يمكن أيضًا فهم عُربيم على أنهم «تجار»، وهو استخدام موثق في سفر حزقيال 27:27 والذي يتحدث عن عُربيّ مَعَارَبك: أي «تجار بضاعتك».
سفر أخبار الأيام الثاني العبري 26:7 يذكر شعباً يدعى ערביים (עַרְבִים) عَرْبييم (عربيم) سكن جور بعل. يختلف اسمهم عن الاسم المذكور أعلاه في الكتاب المقدس من حيث أنه يحتوي على حرف ياء إضافي ولكن يترجم أيضًا إلى «الْعَرَب». سفر أخبار الأيام الثاني 17:11 يذكر شعباً يدعى עַרְבִיאִים عربيئيم دفع إلى يهوشافاط بجزية من الكباش والماعز. يُترجم اسم هذا الشعب عمومًا أيضًا باسم «الْعُرْبَان» على الرغم من اختلافه بشكل ملحوظ في التهجئة من الأسماء المذكورة أعلاه. لا يوجد شيء آخر معروف عن هذه المجموعات.